# Ascensione (film)
Ascensione (L'Ascension) è un film del 2017 diretto da Ludovic Bernard.
Il soggetto è tratto dal libro Un tocard sur le toit du monde del 2010 nel quale il franco-algerino Nadir Dendoune racconta la vicenda che, nel 2008, l'ha portato, da totale principiante, a raggiungere la vetta dell'Everest.

## Trama
In un quartiere popolare di La Courneuve, una cittadina alla periferia di Parigi abitata soprattutto da immigrati, il ventiseienne Samy, non ha ancora un lavoro né sembra essersi mai impegnato a fondo in nulla nella sua vita, gravando ancora sulle spalle dei propri genitori.
Il ragazzo, di famiglia senegalese, è innamorato sin dalle scuole medie di Nadia, una ragazza di origini maghrebine che studia e lavora e che seppur attratta da lui, non gli concede nulla, attendendo una qualche prova di maturità.
Quando una sera lei gli promette un bacio se lui sarà stato in grado di scalare l'Everest, Samy la prende alla lettera.
Dopo essersi allenato sulle scale del suo condominio ed aver ottenuto la sponsorizzazione di un'azienda di abbigliamento e di una radio locale, il giovane parte per il Nepal.
Grazie alla copertura informativa della radio, la vicenda diventa presto di dominio pubblico e Nadia, che in pubblico si mostra distaccata, è a tutti gli effetti la responsabile di questa "avventura folle" e freme segretamente per il coraggioso innamorato.
Samy, assistito dal fidato sherpa "Johnny" e guidato dall'esperto e burbero Jeff, parte in compagnia di un folto gruppo di persone che man mano scoprirà che non tutte puntano ad arrivare in vetta e che, comunque, tutte hanno una discreta esperienza di alpinismo.
Per non deludere i propri genitori e per conquistare Nadia, Samy andrà oltre i propri limiti, impegnandosi a fondo come non aveva mai fatto, e raggiungendo la vetta dell'Everest, unico a riuscirvi di tutto il gruppo con cui era partito.
A Le Courneuve è un trionfo e Nadia, dopo essere stata perdonata dalla mamma di Samy che le aveva rimproverato di aver istigato il figlio, accoglie l'eroe di ritorno dal Nepal, con un bacio che ripaga il ragazzo di tutti gli sforzi fatti.

## Produzione
Il regista Ludovic Bernard, alla sua opera prima, era stato assistente alla regia di Luc Besson

## Riprese
Parte dell'ascensione è stata realmente girata in Nepal. Ascensione è il primo film, non documentario, che ha effettuato delle riprese nel campo base sul versante sud dell'Everest, a 5364 m s.l.m.. Molte scene di montagna sono state girate anche sul versante francese del Monte Bianco.